# Tổng tấn công Mùa xuân 1918
Cuộc Tổng tấn công Mùa xuân 1918, còn gọi là Các cuộc Tổng tấn công Ludendorff, Trận chiến của Hoàng đế (Kaiserschlacht) hay Chiến dịch Ludendorff là tên chiến dịch Tổng tấn công lớn của Lục quân Đế quốc Đức vào đầu năm 1918 nhằm kết thúc hoàn toàn cuộc Chiến tranh thế giới thứ nhất hoặc ít ra cũng có thể kết thúc cuộc chiến bằng 1 Hiệp ước có lợi cho phía Đức. Chiến dịch này do Thượng tướng Bộ binh (General der Infanterie) Erich Ludendorff đề xướng. Quân Đức tấn công khắp Mặt trận phía Tây để giành chiến thắng trước khi quân Mỹ có thể nhảy vào tham chiến trong phe Hiệp Ước. Họ nhanh chóng giành chiến thắng ban đầu và suýt nữa thì tạo nên lỗ hổng giữa các tuyến quân Anh - Pháp. Tình hình cho thấy phe Hiệp ước sẽ thua trận và Paris suýt nữa thì bị quân Đức chiếm lĩnh. Trước tình hình nguy kịch này, phe Hiệp Ước phải chọn Thiếu tướng Pháp Ferdinand Foch làm Tổng tư lệnh nhằm xây dựng sự đoàn kết trong hợp tác.
Quân Đức tuy đạt được thành công vang dội, tiến xa chưa từng thấy kể từ năm 1914 khi họ chiến thắng những trận đầu cuộc Chiến tranh thế giới thứ nhất, nhưng họ chỉ chiếm lĩnh được đất đai chứ không đạt được một mục tiêu chiến lược nào cả. Tuy bị tổn hại nặng nề nhưng quân Hiệp Ước vẫn chặn đứng được các cuộc Tổng tiến công của người Đức. Ngược lại, quân Đức trở nên khó thể giữ được đất đai mà họ lấy được. Nước Đức thiếu hụt tiếp tế và tài nguyên, nên sau cùng thì, khi chiến dịch này chấm dứt, tình hình trở nên tồi tệ cho họ.

## Hoàn cảnh lịch sử
Năm 1917 Hoa Kỳ và Brasil từ bỏ chính sách trung lập để tham gia về phe Hiệp Ước. Họ không những đóng góp quân số mà còn cung cấp cho lực lượng Hiệp Ước một hậu cứ an toàn với những cơ xưởng tối tân. Trước những thuận lợi đó, quân Hiệp Ước bắt đầu tính tới chuyện phản công.
Không phải chỉ có khối Hiệp Ước tính chuyện phản công mà người Đức cũng có kế hoạch đó.
Mùa thu 1917, các chuyên gia chiến thuật của Thượng tướng Bộ binh (General der Infanterie), Phó tổng tham mưu trưởng thứ nhất Erich Ludendorff đã soạn thảo ra 1 học thuyết mới về tấn công-Tiến công chiều sâu và trong suốt mùa Đông sau đó, họ đã cật lực tái trang bị lại khoảng 40 sư đoàn mà họ gọi là Lực lượng Bão tố. Học thuyết mới của họ đòi hỏi mọi quân nhân Đức phải biết khai thác những điểm yếu của phòng tuyến kẻ thù để khoét sâu vào tuyến cuối. Sự nhanh chóng là bí quyết của chiến thắng.

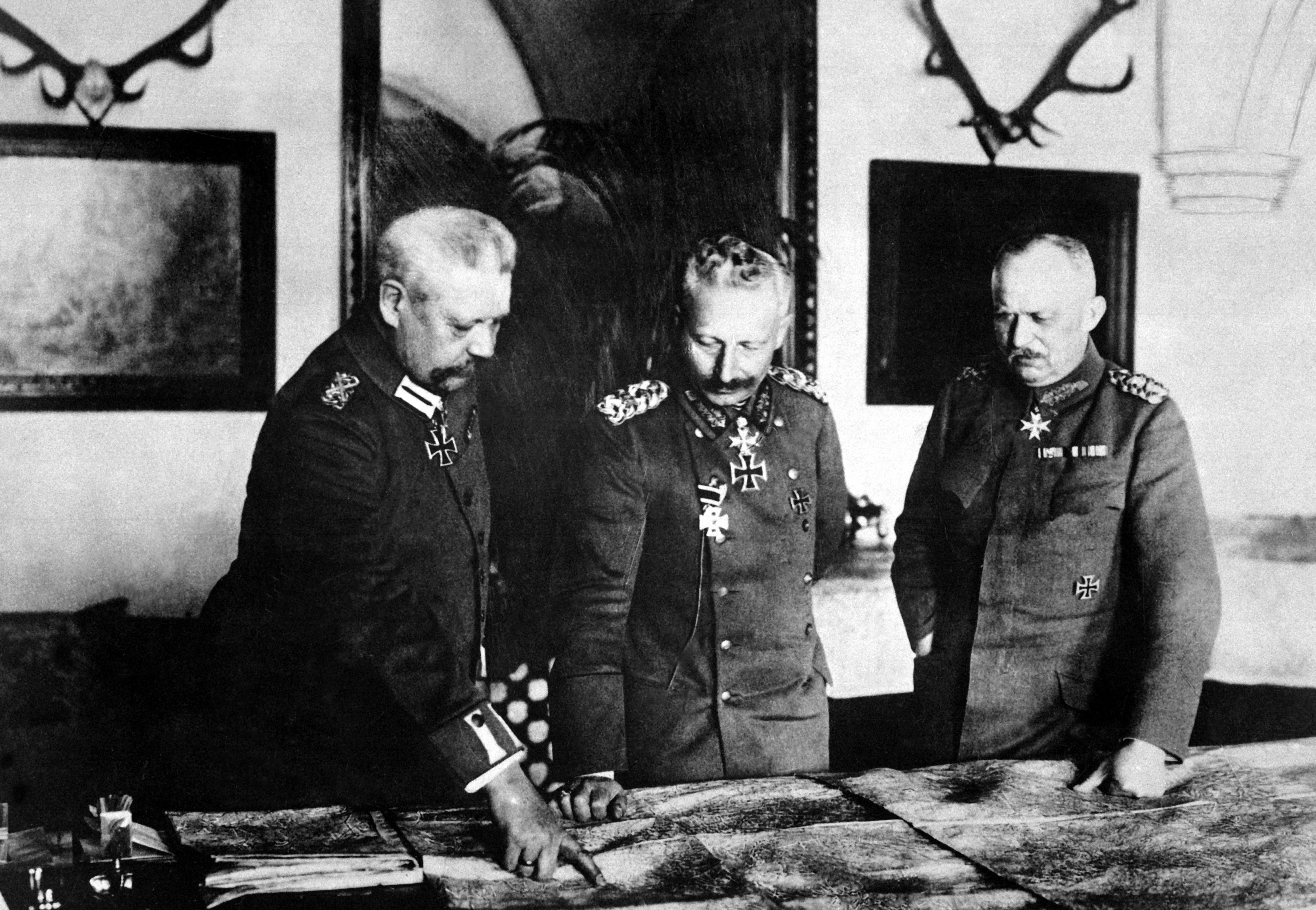
Thống chế Paul von Hindenburg, Hoàng đế (Kaiser) Wilhelm II và Phó tổng tham mưu trưởng thứ nhất Erich Ludendorff

Tuy nhiên, ngoài các đơn vị xuất sắc và được huấn luyện cẩn thận này thì các sư đoàn còn lại đều đang thiếu thốn trang bị lẫn huấn luyện để có thể chiến đấu theo lối đánh mới. Do đó, Ludendorff buộc phải dứt điểm cuộc chiến với số ít các đơn vị thiện chiến này nếu không muốn quân Đức phải sụp đổ. Mặc dù một bức tranh tuyên truyền cho thấy vua Đức tích cực tham gia lập kế hoạch Tổng tấn công, Chiến dịch này thực thụ là "sản phẩm" của Ludendorff.
Nhờ Mặt trận phía Đông quân Nga đã sụp đổ và România đã bị buộc phải ký Hiệp ước Bucharest nên Đức đã có thể điều 50 sư đoàn với nửa triệu binh sĩ sang phía Tây tăng cường cho các lực lượng tại đây, nâng tổng số quân Đức lên 1,6 triệu người và 16.000 khẩu pháo Ngoài ra, quân Ý đã suy sụp, mang lại bất lợi cho khối Hiệp Ước.

Ngày 11 tháng 11/1917 tại cuộc họp của Bộ Tổng Tham mưu Đức ở Mons, Bỉ Thượng tướng Ludendorff đã trình bày kế hoạch Tổng tấn công quân Hiệp Ước để đem lại thắng lợi quyết định cho Đức và buộc đối phương phải ký hòa ước trên cơ sở có lợi cho Đức. Hội nghị đi tới quyết định tấn công 10 Đại đoàn đã sứt mẻ của quân Anh trên Mặt trận Flander với quân số là 7 Đại đoàn. Sau khi nhận định kỹ chiến trường, Ludendorff quyết định tấn công trên toàn mặt trận nhưng mũi khoét sâu nhằm vào người Anh ở Aras, mục tiêu là cắt đôi liên quân Anh-Pháp ở mặt trận sông Somme bằng một loạt đợt nghi binh và tiến công rồi đẩy quân Anh ra khỏi lục địa. Chiến dịch mang tên Michael này diễn ra tại 3 vùng Picardre, Flandre và sông Aisne.
Bộ Tổng Tham mưu Đức đã chứng nhận cuộc Tổng tấn công này sau khi thử nghiệm bằng một loạt "trò chơi" chiến lược hết sức phức tạp. Ludendorff hãy còn có một sai lầm lớn là không chuyển thêm quân từ Mặt trận phía Đông qua. Trước cuộc tiến công của Đức, tình báo Mỹ đã lưu ý chính phủ Pháp về khả năng Đức sẽ tấn công quy mô lớn trong tháng 3/1918 nhưng các quan chức Pháp đã phớt lờ các cảnh báo này.

## Diễn biến

### Chiến dịch Michael

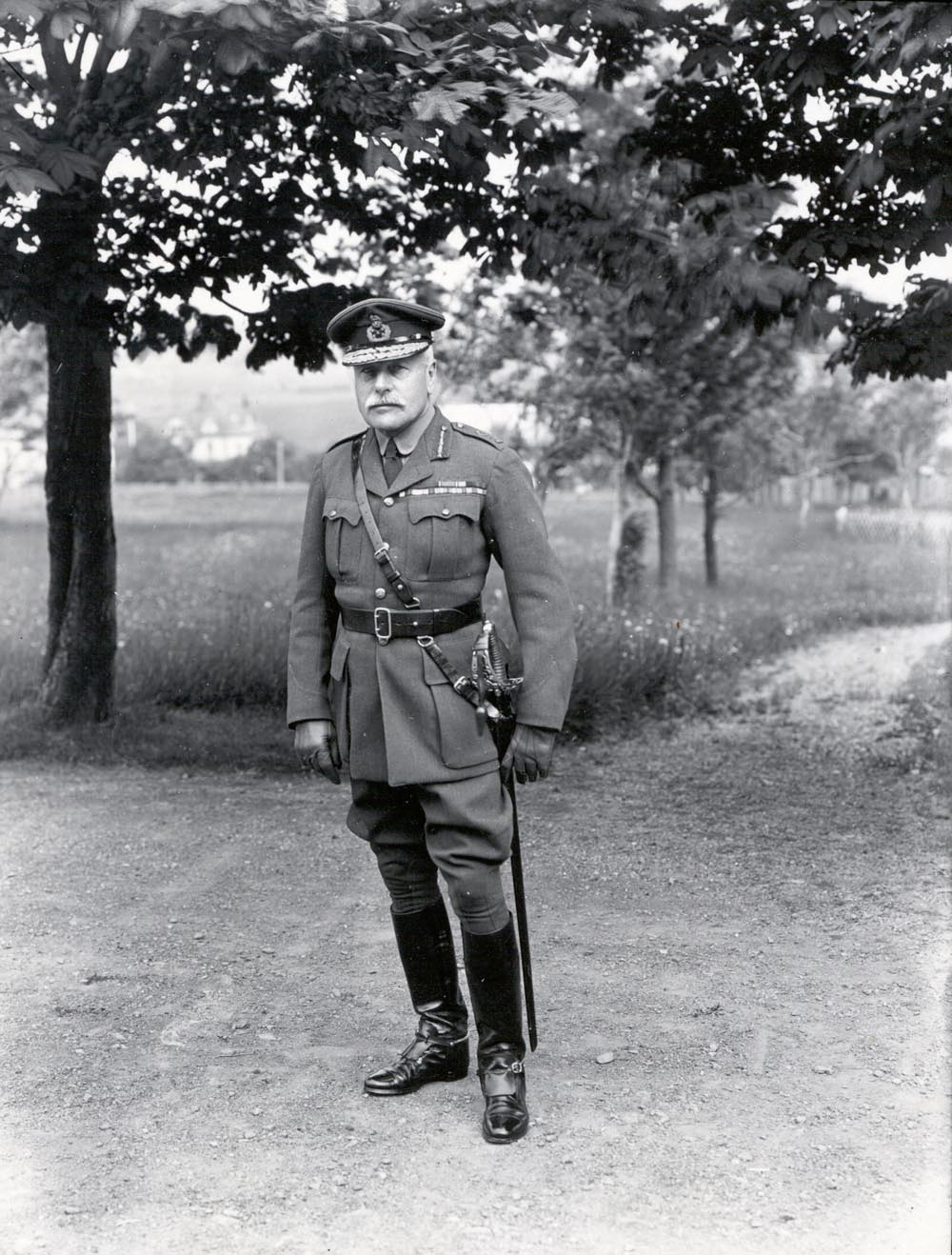
Thống chế Haig, Tư lệnh quân Anh

Cuộc tổng tấn công cuối cùng của Đức diễn ra từ ngày 21 tháng 3/1918. Trước đó quân Đức đã tung ra 225 cuộc đột kích nhỏ vào phòng tuyến Anh.
Đúng 4h 43 phút rạng sáng ngày 21 tháng 3, 6.473 đại pháo nã đạn ồ ạt xuống 1 tuyến dài 40 dặm, không bỏ sót 1 vị trí nào.
9h 35 phút sáng, 3.500 súng cối tiếp tục nã đạn và 5 phút sau, 32 sư đoàn Đức tiến lên trong khi 39 sư đoàn khác sẵn sàng vào vị trí chiến đấu. Các tổ Biệt kích Đức cũng tăng cường đánh phá khắp nơi, đây làn lần đầu tiên súng tiểu liên xuất hiện trong các đơn vị Đức. Khói súng, bụi mù che mất quân Đức và khi quân Anh phát giác ra thì đã quá trễ, quân Đức dùng lưỡi lê, lựu đạn đánh giáp lá cà vô cùng ác liệt với lực lượng phòng thủ. Quân Anh cố gắng chống cự, nhưng đến trưa thì phòng tuyến thứ nhất của quân Anh bị quân Đức tràn ngập, phía Pháp tình hình cũng tương tự. Ngay ngày đầu số tù binh Anh bị bắt đã lên tới 21.000 người  Thắng lợi ban đầu của quân Đức được xem là do sự thiếu phòng thủ chiều sâu của quân Anh.

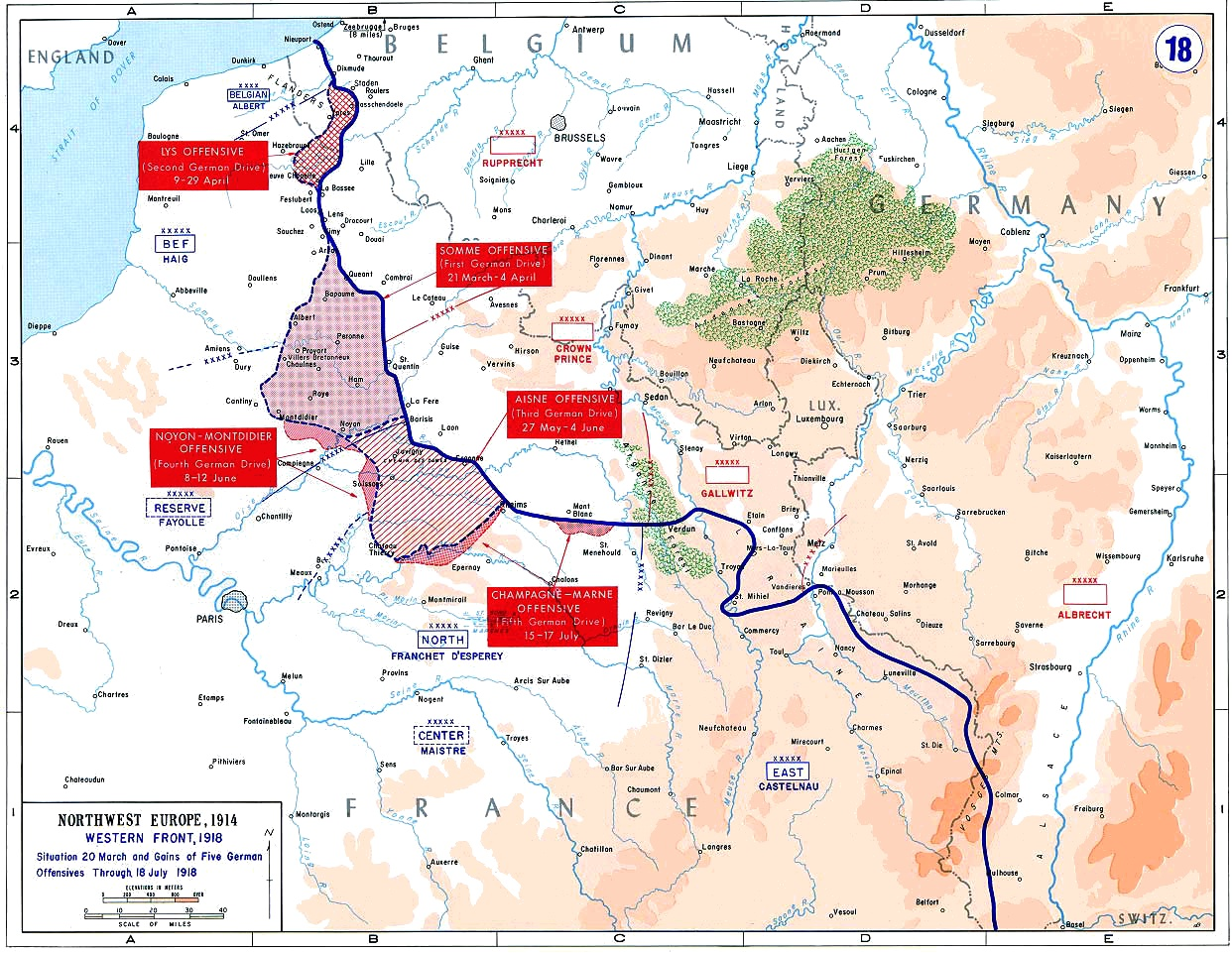
Sơ đồ cuộc tấn công của quân Đức năm 1918

Ngày hôm sau các toán Biệt kích Đức tiếp tục hoạt động mạnh khắp các phòng tuyến, sau đó là các toán quân xung kích tiến lên chiếm giữ các vị trí vừa bị làm suy yếu. Khắp phòng tuyến khối Hiệp Ước các đơn vị đều phải bỏ vị trí rút về phía sau. Tập đoàn quân số 5 của Anh và Tập đoàn quân số 1 của Pháp đều phải rút lui về bờ Tây sông Somme. Thảm họa của quân Hiệp Ước chính là do Thống chế Henri Philippe Pétain của Pháp đã không hợp tác chặt chẽ với Thống chế Douglas Haig của Anh. Chính phủ Anh đã nghe được những hung tin chiến bại. Tình hình xem ra khẩn cấp cần có người hợp nhất các lực lượng Hiệp Ước. Haig bèn đề nghị đưa viên Tham mưu trưởng quân Pháp là Ferdinand Foch lên làm Tổng tư lệnh các lực lượng Hiệp Ước, vào ngày 23 tháng 3 năm 1918.
Ngày thứ ba của cuộc chiến quân Hiệp Ước đã phải lùi lại khá xa, thiệt hại nặng nề nhưng quân Đức vẫn không tiến xa được như dự kiến, kế hoạch cắt đôi liên quân Anh-Pháp rồi đánh bọc sườn quân Anh và đẩy họ ra biển vẫn không thực hiện được. Quân Đức cũng mệt mỏi, suy yếu, hao hụt nặng và thiếu tiếp liệu. Song, do thắng lợi ban đầu quá lớn của cuộc Tổng tiến công Mùa xuân 1918, Hoàng đế Wilhelm II tuyên bố ngày 24 tháng 3 là ngày hội quốc gia Đức. Ngày 28 tháng 3 thì cuộc tiến quân của Đức đột ngột dừng lại gần thành phố Albert. Trên đường tiến thẳng về Amiens, quân Đức đánh chiếm làng mạc, đốt phá và cướp bóc khắp vùng cũng như tịch thu khá nhiều súng trường, súng máy, pháo các cỡ và cả xe tăng của Anh mà họ phát hiện ra.
Vào ngay 3 tháng 4 năm 1918, tại Beauvais, Foch được giao quyền hợp nhất các lực lượng Hiệp Ước trên Mặt trân phía Tây và chỉ huy chiến lược trong chiến tranh. Tuy nhiên, nhiều tướng lĩnh các nước phe Hiệp Ước nắm quyền chỉ huy chiến thuật trong chiến dịch. Ngày 4 tháng 4, quân Đức tiếp tục tiến công nhưng không thu được kết quả nào đáng kể.
Nguyên nhân thất bại của chiến dịch Michael chỉ có thể nói là do Đức đã mở mặt trận quá rộng và quá mệt. Vào năm 1940, Adolf Hitler cũng tiến hành 1 kế hoạch tương tự và thành công rực rỡ do những người lính của năm 1940 di chuyển bằng xe cơ giới và xe thiết giáp chứ không phải chạy bộ cũng như họ mới được từ trại huấn luyện ra chứ không phải cực nhọc chiến đấu trong chiến hào suốt 4 năm. Đồng thời thành công của quân Hiệp Ước cũng là nhờ sự hợp tác của bọn họ sau khi bầu Foch làm Tổng tư lệnh.
Tổn thất của quân Đức trong 1 tháng đầu của cuộc tấn công là 230.000 người chết và bị thương., phía Hiệp Ước là 255.000 người, 1.300 khẩu pháo và 200 xe tăng. Trước có ý kiến cho rằng thắng lợi ban đầu của quân Đức trong Chiến dịch Mùa Xuân năm 1918 là do sĩ khí quân Anh đang bị suy nhược, song các sử gia đã phản bác điều này: nếu quân Anh thực sự có suy sụp tinh thần thì hẳn là quân Đức sẽ toàn thắng, vì tiến trình cuộc chiến trong Mùa Thu năm 1918 thể hiện rất rõ hậu quả nghiêm trọng của sự thiếu hụt sĩ khí quân đội.
Cũng trong lúc này, 250.000 quân Mỹ cũng đã có mặt ở mặt trận phía Tây nhưng tướng Pershing từ chối chưa đưa họ ra chiến trường ngay. Ông cũng không muốn các quân nhân Mỹ nằm dưới sự chỉ huy của các sĩ quan Anh-Pháp.

### Chiến dịch Georgette
Sau chiến dịch Michael, Ludendorff tiếp tục tung ra chiến dịch Georgette. Mục tiêu của ông là chọc thủng phòng tuyến Anh ở đoạn giữa La Basses và Armentiere ngày 9 tháng 4. Trước đó 2 ngày, pháo binh Đức đã bắn cường tập vào khu vực này bằng đạn công phá lẫn đạn hơi độc. Pháo binh vừa dứt, 25 sư đoàn Bão tố xung phong đánh chiếm dãy chiến hào ở tuyến trước trong khi 30 sư đoàn nữa xông lên chiếm giữa vị trí vừa thất thủ, họ dùng tất cả những thứ vũ khí có được, khoét sâu vào trung tâm phòng thủ của quân địch, đôi khi phải đánh cận chiến bằng dao, xẻng và cả tay không.

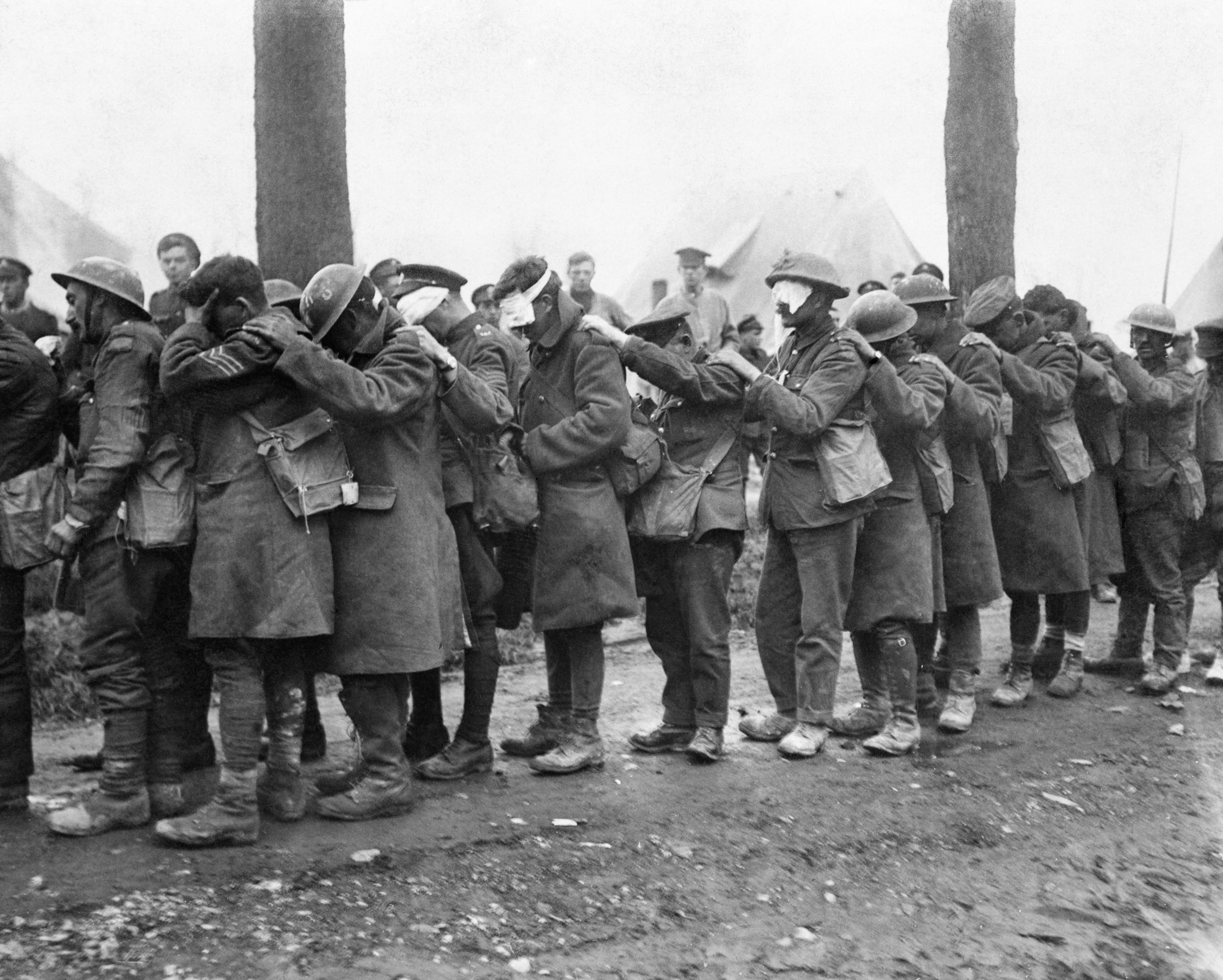
Binh sĩ của Sư đoàn 55 của Anh trúng hơi gas của Đức ở Flandre ngày 10 tháng 4/1918

Sương mù dày đặc đã trợ chiến hiệu quả cho quân Đức. Tuyến phòng thủ của quân Anh vỡ tan nát, họ bị đẩy lùi thêm 18 km và hôm sau tới 45 km. Nhưng cũng như lần trước, đà tiến của quân Đức chậm lại rồi dừng hẳn do kiệt sức và sa sút tinh thần. Tới ngày 30 tháng 4, chiến dịch kết thúc, 2 bên đều bị thiệt hại nặng. Tuy nhiên, trong khi quân Đức đang giành thắng lợi thì họ bắt đầu bị sụt giảm lực lượng nghiêm trọng và quân đội Mỹ do tướng John Joseph Pershing chỉ huy đang ồ ạt ra mặt trận.
Căn cứ trên lực lượng hiện tại (gần 2,000,000 quân) thì phe Hiệp Ước đã có thể phản công.

### Cuộc tấn công lần 3

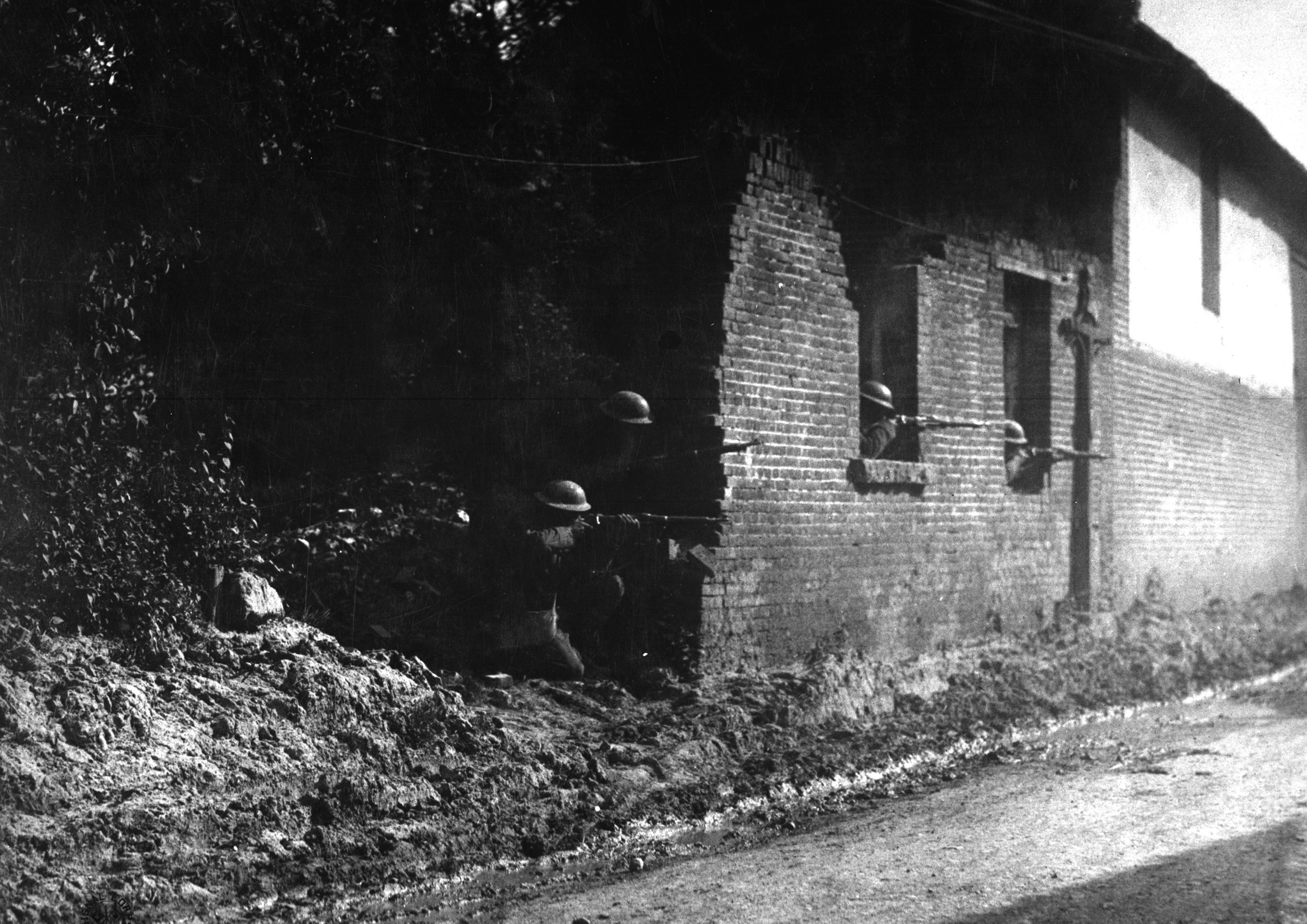
Sư đoàn 28 Bộ binh của Mỹ chiến đấu ở Bonvillers ngày 22 tháng 5/1918

Không chấp nhận thất bại, Ludendorff tiếp tục tung ra cuộc tiến công đợt 3 với 49 sư đoàn (có 23 sư đoàn Bão tố) ngày 27 tháng 5 trong vùng sông Aisne. Mở màn là 3.719 trọng pháo bắn 2 triệu viên đạn hơi độc và đạn trái phá lên đầu quân Hiệp Ước ở khoảng 30 km giữa Chemin des Dame. Ba tiếng sau, trọng pháo im tiếng cho bộ binh xung phong. Trấn giữ vị trí này là Tập đoàn quân số 6 của Pháp do tướng Duschene chỉ huy và 3 sư đoàn Anh đã sứt mẻ trầm trọng do những trận đánh trước. Tuyến phòng thủ của quân Hiệp Ước vỡ tan và Tập đoàn quân số 7 của Đức đã vượt qua hai con sông chỉ trong 1 ngày, tạo ra một mũi dùi khoét sâu 12 dặm vào phòng tuyến phe Hiệp Ước. Ngay sau đó, họ nghiền nát 4 sư đoàn phòng ngự ở đây và 4 sư khác đang tiến tới. Hôm sau quân Hiệp Ước vẫn không ngăn được đà tiến của đối phương. Quân Đức vượt sông Aisne trong ngày đầu và hôm sau vượt tiếp sông Vesle để tới Château-Thierry cách Paris 100 km.
Quân Pháp thất bại nhanh chóng làm kinh hoàng các chỉ huy khối Hiệp Ước. Tướng Ludendorff đã viết trong Nhật ký: 
| “                  | Lúc đầu chúng tôi chỉ dự liệu cuộc tấn công của chúng tôi sẽ dừng lại ở bờ sông Aisne và sông Velse, không thể vượt quá phòng tuyến đó được…Khi nhận được báo cáo cho hay những khói đạn của quân Đức đã được nhìn thấy bên kia bờ Aisne, chúng tôi đã ngạc nhiên không ít. | ” |
| — Erich Ludendorff | |   |

Thoạt đầu Ludendorff chỉ dự định lôi kéo quân dự bị Pháp ở Flandre tới tham chiến, làm suy yếu quân Anh phòng ngự ở đó. Nhưng sau khi nhìn thấy thắng lợi bất ngờ của cuộc tiến công này, ông quyết định biến cuộc tiến công giới hạn của mình thành mũi tấn công chính. Ngày 29 tháng 5 quân Đức đổ thêm quân dự bị vào mặt trận Aisne, tiến sâu qua phòng tuyến cũ của Pháp hơn 45 km. Nhiều đơn vị tiên phong của Đức chỉ cách Paris 90 km. Ludendorff dự định tấn công vào Chemin des Dame rồi dứt điểm hẳn cứ điểm Flandre. Vào ngày 29 tháng 5 năm 1918, quân Pháp mất Soissons về tay quân Đức. Dù sao thì 2 thành phố Reims phía tay trái và Noyon phía tay phải quân Đức vẫn đứng vững khiến họ không thể nới rộng vùng kiểm soát.

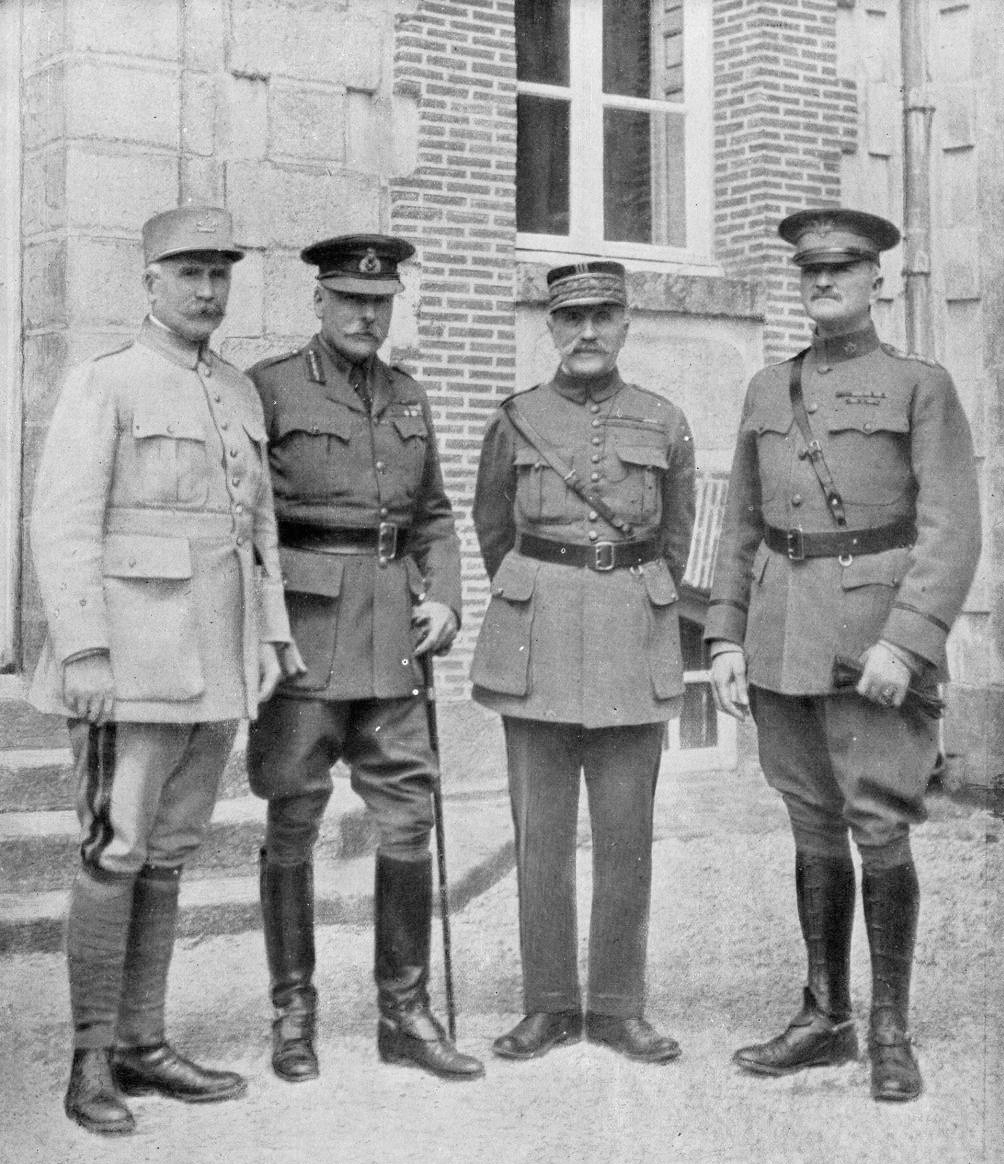
Các chỉ huy quân Hiệp Ước Ferdinand Foch của Pháp, Haig của Anh, Petain của Pháp và Joseph Pershing của Mỹ năm 1918

Quân Đức tiếp tục tiến và chiều ngày 30 tháng 5 đã tới được Marne, cách Paris 40 dặm. Quân Pháp vốn đã đại bại, gần như lâm vào thảm họa. Thống chế Pétain hoảng hốt. Ông cho giảm bớt lực lượng phòng thủ ở thành cổ Verdun nhằm rút ngắn các tuyến quân, đồng thời vào ngày 31 tháng 5 năm 1918, ông khuyên Thủ tướng Pháp Georges Clemenceau nên rời khỏi Paris mà dời về Bordeaux. Tuy nhiên, lực lượng Dự bị của Pháp trở nên dồi dào. Với Foch đã nắm chắc tình hình trong tầm tay, những cuộc phản công của quân Hiệp Ước ngày càng trở nên có hiệu quả cao. Vào ngày 1 tháng 6 năm 1918, quân Đức kéo đến Château - Thierry, nhưng sau những đợt giao tranh ác liệt xung qua Villers - Côterets. Kể từ đó, sự hợp tác chặt chẽ hơn giữa quân Pháp và các đồng minh đã gây trở ngại cho các chiến sĩ Đức tại sông Marne.
Petain quyết tâm không chịu thua. Trong 1 ngày ông đã điều động 16 sư đoàn tới Marne và cho các thuộc hạ biết rằng chỉ cần cầm cự ít lâu nữa là quân Mỹ sẽ tham chiến. Ngày 4 tháng 6, tại Château-Thierry, quân Mỹ được quân Pháp hỗ trợ đã chặn đứng được các đợt xung phong của Đức, vài đơn vị Đức đã vượt qua được bờ Nam sông Marne nhưng đều bị đẩy lui. Tuy chưa hiện diện đông đảo nhưng sự xuất hiện của quân Mỹ đã gia tăng đáng kể tinh thần của quân Hiệp Ước.
Do Ferdinand Foch lo ngại quân Đức kéo về đánh Paris nên ông ra lệnh cho thuộc cấp phải giữ vững phòng tuyến bằng mọi giá. Kết quả là Tập đoàn quân số 3 của Pháp do tướng Humbert chỉ huy bị thiệt hại nặng nề mà vẫn không giữ được phòng tuyến. Tập đoàn quân số 18 của Đức do Tướng Von Hutier chỉ huy thắng thế tiến sâu thêm 11 km ngay trong ngày 9 tháng 6.
Tướng Petain lúc này đã thiết lập được 1 phòng tuyến thứ 2 để chờ Đức. Bị chặn lại lần nữa, quân Đức thiệt hại nặng.
Kết quả chiến dịch lần này là 130.000 quân Đức và 137.000 quân Hiệp Ước thương vong tính tới ngày 6 tháng 6. Trong khi ấy, trên Mặt trận Ý, những thắng lợi của quân Đức trong Chiến dịch Mùa xuân 1918 đã gây cho quân Áo-Hung ấn tượng đến mức mà họ mở Chiến dịch Piave.

### Cuộc tấn công lần 4

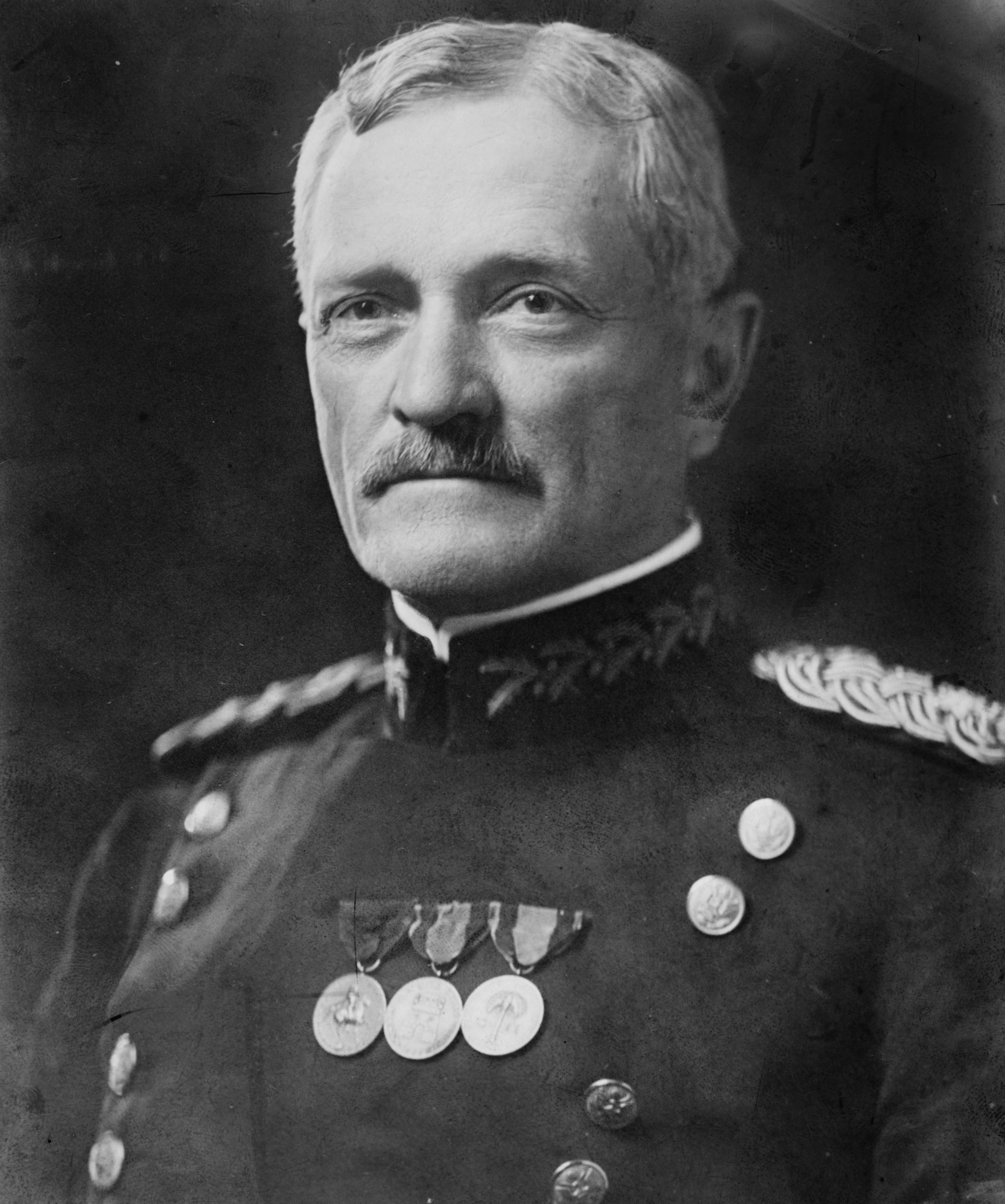
Tướng John Joseph Pershing của Mỹ

Một đợt tấn công thứ tư được tung ra nhưng trong sự tuyệt vọng hơn là niềm tin chiến thắng. Mặc khác, Thượng tướng Ludendorff vẫn nghĩ rằng ông có thể đánh một đòn giáng sấm sét phá vỡ quân Anh. Tuy nhiên, để khơi dậy sĩ khí, ông đặt mật mã của chiến dịch này là Friedensturm - có nghĩa là chiến dịch hòa bình. Quân Mỹ tham chiến trên chiến trường càng lúc càng đông đảo, bổ sung ồ ạt cho các đơn vị Anh-Pháp đã bị thiệt hại nặng nề trong các chiến dịch trước.

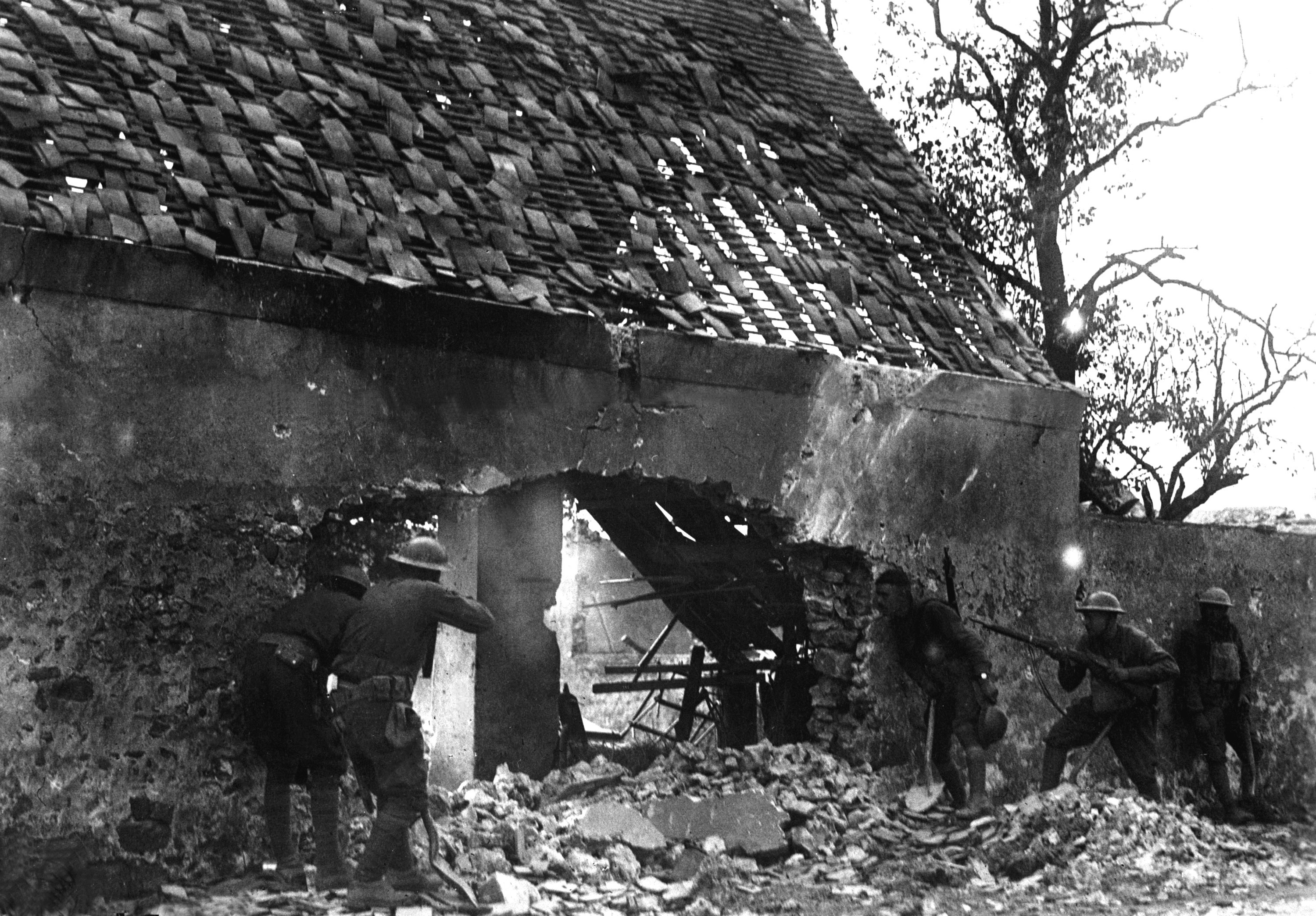
Binh sĩ Mỹ thuộc sư đoàn 166 Bộ binh đang chiến đấu ở Villers sur Fere, miền Bắc nước Pháp

Đợt tấn công thứ 4 nhắm vào Reims, lấy đây làm hướng đột phá chính. Hơn 20 sư đoàn Bão tố (thê đội 1) cùng 17 sư đoàn bộ binh (thê đội 2) được tung vào những nỗ lực cuối cùng của Ludendorff, ngoài ra quân Đức còn ném vào đợt tấn công này những cỗ pháo, xe tăng và máy bay thu được từ phe Hiệp Ước trong các đợt trước. Đợt công kích thứ 4 mở màn bằng các đợt bắn phá dữ dội của pháo binh và súng cối Đức. Tiếng pháo vừa dứt, bộ binh Đức trang bị súng tiểu liên và lựu đạn mang theo mặt nạ phòng độc xung phong dưới sự che chở của xe tăng, máy bay bay thấp để yểm trợ bộ binh và tấn công quân Hiệp Ước. Tuy nhiên, phe Hiệp Ước lại một lần nữa được dự báo trước và cuối cùng họ đã tổ chức phòng thủ kỹ lưỡng, thậm chí Tướng Foch còn cho thêm 12 sư đoàn đến tăng viện, tổng số quân Hiệp Ước lên tới gần 2 triệu binh sĩ, hơn 1,000 xe tăng và hàng trăm máy bay. Ở những nơi nào quân Pháp quyết tâm tử thủ thì đều bị đánh lui và thiệt hại nặng nề còn những nơi thực hiện phương thức phòng thủ lưu động của Pétain thì quân Đức tuy chiếm được đất nhưng không tiêu diệt được quân Anh-Pháp và khi tiến ra xa khỏi tầm đạn pháo của họ thì liền bị chặn đứng, hai bên đấu súng, cận chiến giành đi giật lại từng tấc đất đến mức kiệt quệ. Nhiều đơn vị Đức chịu thiệt hại nặng nề, số binh sĩ chết và bị thương tới 168.000 người. Hậu quả của cuộc tấn công cuối cùng này của quân Đức còn nghiêm trọng hơn cả Chiến dịch Nivelle đối với quân Pháp hồi năm 1917.
Tới ngày 17 tháng 6 thì cuộc tấn công của Đức coi như đã thất bại - là thất bại của một nỗ lực lớn cuối cùng của Đức để chiến thắng cuộc chiến tranh. Trong cuộc phản công ở Cambrai ngày 16 tháng 7 thì 18 sư đoàn bộ binh cùng 225 xe tăng đã đẩy quân Đức lùi về phía sau 6 km. Đồng thời với quân Pháp, người Mỹ cũng tung ra 4 sư đoàn. Tuy bị thiệt hại nặng nhưng họ cũng đã góp phần đẩy quân Đức về bờ Bắc sông Velse. Từ đây khả năng tấn công của Đức đã hết. Cả Hoàng đế Wilhelm II, Tổng Tham mưu trưởng Hindenburg và Thượng tướng Ludendorff đều phải thừa nhận rằng nước Đức đã thất bại chiến dịch này, mặc dù họ đã giành nhiều thắng lợi vẻ vang (quân Anh đã hứng chịu nhiều thảm bại nhất trong chiến dịch này) và kiểm soát một vùng lãnh thổ rộng lớn. Nhìn chung, đây được coi là một thắng lợi chiến thuật vang dội của quân Đức, nhưng chỉ mang tính tạm thời và không thể quyết định cuộc chiến. Với phòng tuyến phe Hiệp Ước không hề bị chọc thủng, Chiến dịch Mùa Xuân 1918 là một thất bại chiến dịch và chiến lược quyết định của quân Đức. Vốn thắng lợi lớn của quân Đức trong Chiến dịch ấy đã gây khủng hoảng cho các nước phe Hiệp Ước và buộc họ phải gia tăng nhân lực, trước việc quân Mỹ càng tham chiến tích cực, sĩ khí liên quân Anh - Pháp đã được hồi phục, trong khi điều tương tự không thể nào đến với nước Đức vốn đã bị kiệt quệ. Trước sự phản công mãnh liệt của quân Hiệp Ước, họ chỉ còn có thể cầm cự trước khi bị đánh bại hoàn toàn vào tháng 11 năm 1918. Chiến dịch này đã khiến cho các lực lượng vũ trang Đức bị suy sụp nghiêm trọng. Tuy nhiên, khác với những đơn vị phải tham chiến ác liệt đến mệt nghỉ và cũng khác với những người lính Đức thuộc Trung đoàn Bộ binh số 16 phải chiến đấu đằng trước chiến tuyến, và cho dù Trung đoàn List - có sự tham chiến của Adolf Hitler cũng phải mất mát đến 482 chiến sĩ - ban Tham mưu phụ trách của Bộ Chỉ huy Trung đoàn List đã không phải hứng chịu tổn thất lớn lao gì. Do đó, trong tác phẩm Mein Kampf trứ danh của ông, Hitler cho rằng Chiến dịch Mùa Xuân 1918 là một thiên anh hùng ca mãnh liệt, huy hoàng của nước Đức. Dù sao đi chăng nữa, thất bại của kế hoạch Schlieffen (1914), Chiến dịch Verdun (1916) và Chiến dịch Mùa Xuân này đã góp phần gây nên sự bất mãn của nhân dân Đức đối với Kaiser và chủ nghĩa quân phiệt Phổ.
Mặc dù thất bại trong Chiến dịch Tổng tấn công Mùa xuân 1918 đưa họ vào tình thế nguy kịch và khiến cho họ nắm chắc chiến bại trong tay, các Sĩ quan của họ vẫn được đào luyện nghiêm ngặt. Trong khi thắng lợi ban đầu của cuộc Tổng tấn công Mùa xuân đã chứng tỏ với người Đức rằng "Lực lượng Bão tố" chính là giải pháp cho việc khôi phục sự cơ động trên chiến trường của họ, thất bại của Chiến dịch ấy cho thấy rằng để áp dụng tốt chiến thuật, họ cần phải tích cực phát triển thêm công nghệ và nguyên liệu.